# ロウレンソ・マルケス (探検家)
ロウレンソ・マルケス（Lourenço Marques,生没年未詳）は16世紀ポルトガルの貿易商人、探検家。

## 生涯
1544年、今日のマプト湾一帯の探検を行った。現在 モザンビークとなっている地域に永住し、黒人の妻との間に混血児を儲け、生涯の大半をその地で過ごした。
彼の功績を称えたジョアン3世の命により、その港湾はロウレンソ・マルケス湾と命名された。ただし、その呼称が一般的に用いられることはなかった。

## 他の用法
モザンビークの首都マプト市は、1975年にモザンビークがポルトガルから独立するまで、彼の名に因んでロウレンソ・マルケス市と称されていた。現在の名称に変わったのは1976年2月3日のことである。植民地時代、同市にはポルトガル領東アフリカの総督府が設置されており、また同市が属する州（植民地が六つの州で形成されていた）もロウレンソ・マルケス州と呼ばれていた。